# Niedergasse 25 (Stolberg)

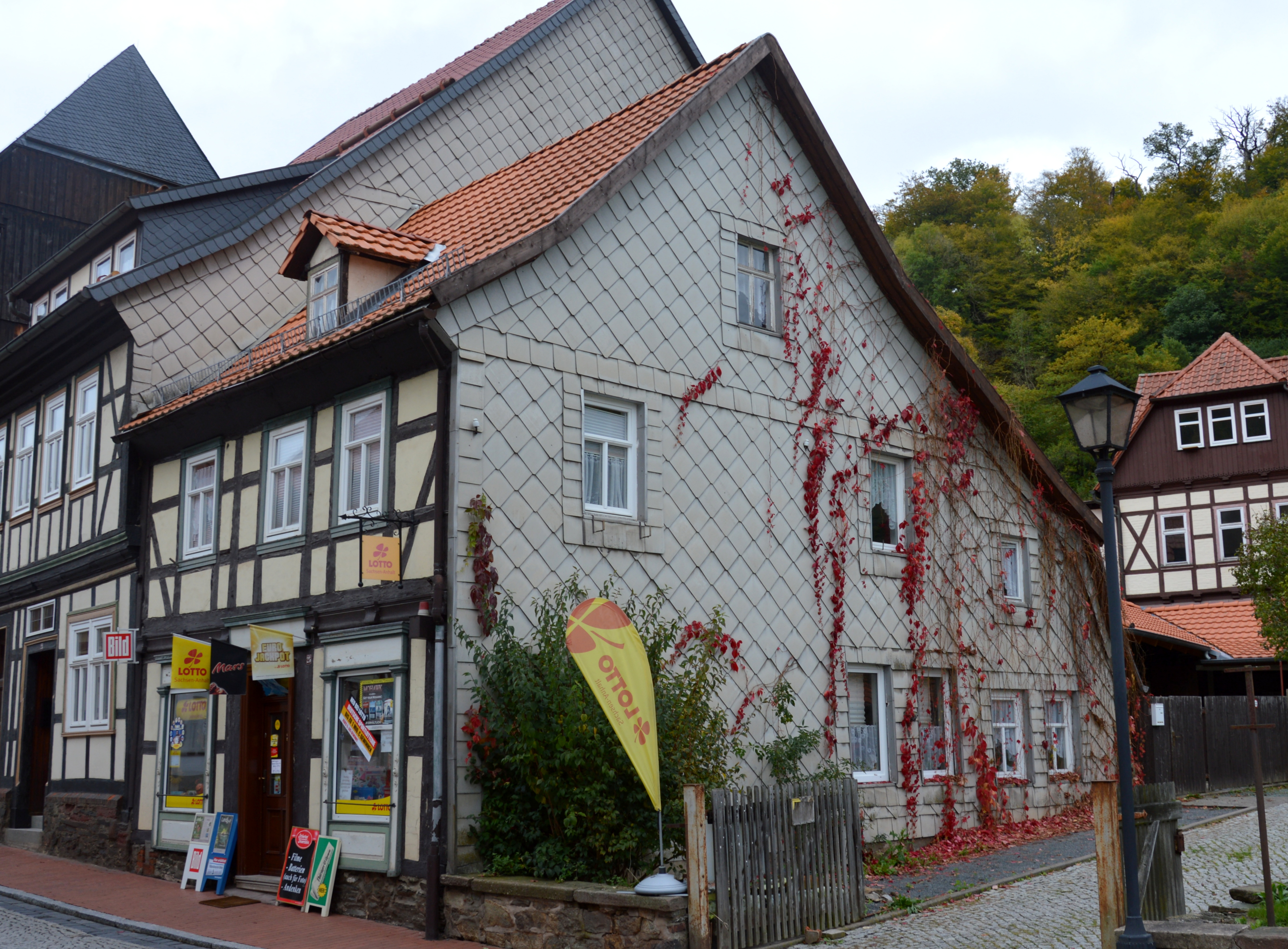
Haus Niedergasse 25

Das Haus Niedergasse 25 ist ein denkmalgeschütztes Wohnhaus in Stolberg (Harz) in der Gemeinde Südharz in Sachsen-Anhalt.

## Lage
Es befindet sich im nördlichen Teil der Niedergasse auf ihrer östlichen Seite in der Altstadt von Stolberg. Südlich erstreckt sich der freie Platz vor dem Georgenhospital. Das Gebäude stellt den Kopfbau der geschlossen erhaltenen Gebäudezeile auf der Ostseite der Niedergasse dar.

## Architektur und Geschichte
Das zweigeschossige barocke Fachwerkhaus entstand vermutlich im 17. Jahrhundert. Im 19. Jahrhundert erfolgte ein Umbau, im Erdgeschoss wurde dabei ein Ladengeschäft mit zwei Schaufenstern eingebaut. Zugleich entstand auf der Rückseite ein Anbau.
Derzeit (Stand 2017) wird im Erdgeschoss ein Lottoladen und Kiosk betrieben.
Im örtlichen Denkmalverzeichnis ist das Wohnhaus seit dem 30. August 2000 unter der Erfassungsnummer 094 30278 als Baudenkmal verzeichnet. Der Wohnhaus gilt als kulturell-künstlerisch sowie städtebaulich bedeutsam.